# Ernest August de Hannover (cap de la casa reial de Hannover II)
Ernest August de Hannover, cap de la casa reial de Hannover (Hannover 1954). Príncep de Hannover amb el tractament d'altesa reial que des de la mort del seu pare l'any 1987 és el cap de la Casa de Hannover.
Nascut a la ciutat de Hannover el dia 28 de febrer de l'any 1954 essent fill del príncep Ernest August de Hannover i de la princesa Ortrud de Schleswig-Holstein-Sondenburg-Glücksburg. Ernest August era net per via paterna del duc Ernest August de Hannover i de la princesa Victòria Lluïsa de Prússia; mentre que per via materna ho era del príncep Albert de Schleswig-Holstein-Sondenburg-Glücksburg i de la princesa Hertha d'Isenburg-Büdingen.